# Заміна атрибуту
Заміна атрибуту (англ. Attribute substitution) — це психологічний процес, який теоретично лежить в основі ряду когнітивних упереджень та оптичних ілюзій. Вона трапляється, коли людина має зробити судження (щодо цільового атрибуту), яке є важким  для обрахунку, і натомість замінює більш легко обраховуваним евристичним атрибутом. Вважається, що така заміна відбувається в автоматичній системі інтуїтивних суджень, а не у більш свідомій рефлективній системі. Тому, коли людина намагається відповісти на складне питання, вона може надати відповідь на пов'язане, але інше питання, без усвідомлення, що відбулася заміна. Це пояснює, чому люди можуть бути несвідомі власних когнітивних упереджень і чому такі упередження лишаються навіть коли людина стає свідома їх існування. Це також пояснює, чому людські судження часто не демонструють регресії до середнього.
Теорія заміни атрибуту об'єднує ряд окремих пояснень помилок мислення у термінах когнітивної евристики. В свою чергу, теорія включається до більш загальної структури зниження зусиль, запропонованої А. К. Шахом та Д. М. Оппенгаймером, яка стверджує, що люди використовують різні техніки для зменшення зусиль при прийнятті рішень.

## Історія

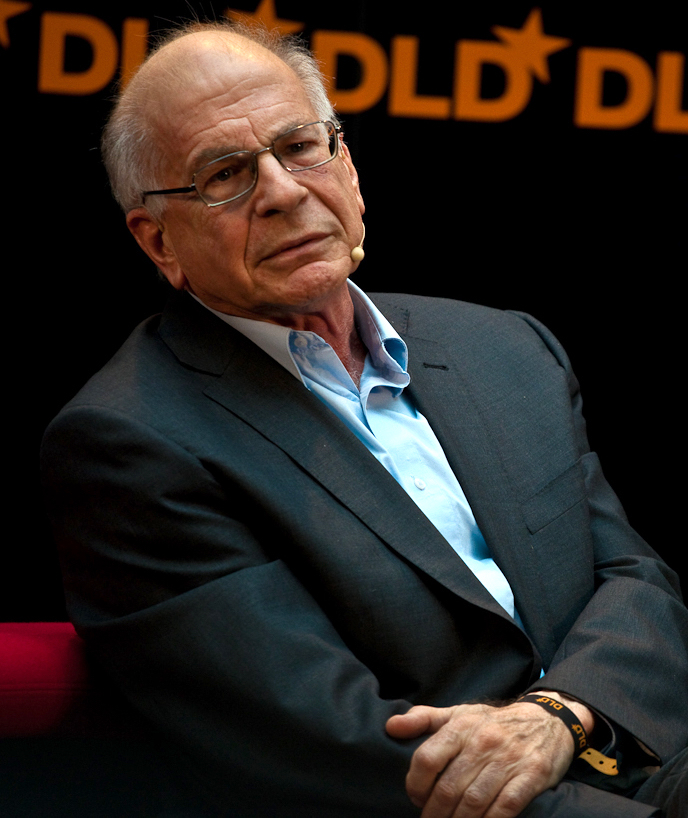
Деніел Канеман

У роботі 1974 року, психологи Амос Тверські та Деніел Канеман стверджували, що широкий спектр упереджень (систематичних помилок у судженнях та рішеннях) можна пояснити у термінах декількох евристик (скорочень обробки інформації), включно з евристикою доступності та евристикою репрезентативності. В уточненні теорії 2002 року Канеман та Ш.Фредерік зазначили заміну атрибуту як процес, що лежить в основі цих та інших ефектів.
У 1975 році психолог Стенлі Сміт Стівенс висунув гіпотезу, що сила стимулу (напр., яскравість світла, важкість злочину) нервово кодується чином, який незалежний від модальності. Канеман та Фредерік розширили цю ідею, стверджуючи, що цільовий атрибут та евристичний атрибут можуть бути непов'язані.

## Передумови
Деніел Канеман, American Economic Review 93 (5) December 2003, p. 1450
Канеман та Фредерік запропонували три передумови для заміни атрибуту:
1. Цільовий атрибут відносно недоступний. Очікується, що заміна не відбувається при відповіді на питання про факти, які можуть бути отримані з пам'яті («Коли в тебе день народження?»), або про поточний досвід («Ти зараз хочеш пити?»).
2. Асоційований атрибут дуже легкодоступний, або через його автоматичну оцінку при нормальному сприйнятті, або через якорування. Наприклад, якщо запитати людину, яка думала про своє інтимне життя, чи вона щаслива, часто вона замінить щастя в цілому на задоволеність інтимним життям та відповість про нього, а не на поставлене питання.
3. Заміна не фіксується та не виправляється рефлективною системою. Наприклад, у задачі «Бита та м'яч разом коштують $1,10. Бита коштує на $1 більше, ніж м'яч, скільки коштує м'яч?» більшість неправильно відповість $0,1[5]. У термінах заміни атрибуту пояснення в тому, що замість вирішення задачі, люди ділять суму $1,10 на велику частину та малу частину, що легко. Їх впевненість у правильності відповіді залежить від того, чи звірять вони свій розрахунок з власною рефлективною системою.

## Приклади

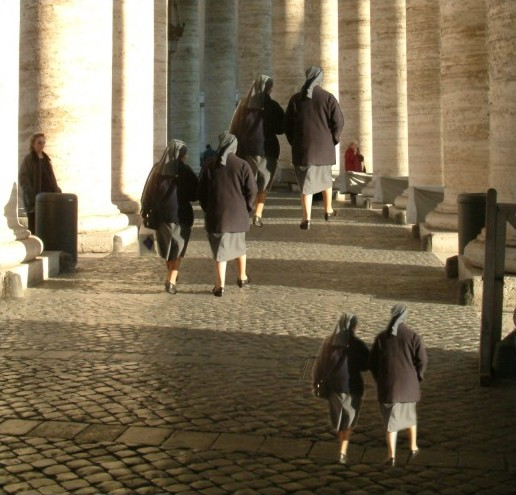
Всі пари на фото одного розміру. Ця ілюзія працює, оскільки 3D (перспективний) розмір замінюється 2D розміром

### Оптичні ілюзії
Заміна атрибуту пояснює настирливість деяких ілюзій. Наприклад, коли люди оцінюють розмір двох фігур у зображенні з перспективою, видимі розміри таких фігур будуть спотворені 3D контекстом, і оптична ілюзія є переконливою. Теорія пояснює, що тривимірний розмір фігури (доступний, оскільки автоматично розраховується візуальною системою) замінюється її двовимірним розміром на папері. Досвідчені художники та фотографи менше піддаються цій ілюзії, оскільки двовимірний розмір є більш доступний їхньому сприйняттю.

### Цінування страховки
Канеман наводить приклад, коли деяким американцям була запропонована страховка від смерті внаслідок нападу терористів під час подорожі Європою, а іншій групі — страховка від смерті у будь-якій подорожі. Перша група була згодна платити більше, незважаючи на те, що «смерть внаслідок будь-якого випадку» включає «смерть внаслідок тероризму», і Канеман припустив, що атрибут страху заміщувався розрахунком загального ризику подорожі — для цієї групи страх тероризму був сильніший за загальний страх померти в іноземній подорожі.

### Стереотипи
Стереотипи можуть бути джерелом евристичних атрибутів. При особистому спілкуванні з незнайомцем оцінювання його розумових якостей є обрахунково складнішим, ніж судження про колір його шкіри. Тому, якщо людина має стереотип про відносну розумність білих, чорних чи азіатів, такий расовий атрибут може замінити менш матеріальний атрибут розумності. Несвідома, інтуїтивна природа заміни атрибутів пояснює, як на людей може чинити вплив стереотип в той час, коли вони думають, що чесно та неупереджено оцінили розумність іншої людини.

### Моральність та справедливість
Санштайн доводив, що заміна атрибутів розповсюджена, коли люди розмірковують над питаннями моралі, політики чи права. Коли люди стикаються з новою складною проблемою у цих сферах, вони ментально шукають знайому пов'язану проблему («випадок-прототип») та застосовують рішення до такої проблеми як рішення нової складної проблеми. Відповідно до Санштайна, точки зору політичної або релігійною влади, яка користується довірою, можуть слугувати евристичними атрибутами, коли людей запитують про їх власну думку з якогось питання. Іншим джерелом евристичних атрибутів є емоції: моральні точки зору людей на чутливі питання, такі як сексуальність людини та клонування людини можуть спонукатись такими емоціями як відраза, а не лише логічними доводами Критики вимагали від Санштайна більше доказів його припущень.

### Ефект «красиве є знайомим»
У серії експериментів, коли учасники дивились на фотографії облич і мали оцінити, чи вони бачили ці обличчя раніше, було виявлено, що привабливі для учасників обличчя з більшою ймовірністю помилково зазначались як знайомі. Монін інтерпретує цей результат у термінах заміни атрибутів. Евристичним атрибутом у цьому випадку є «теплі почуття» — позитивні відчуття до когось через те, що вони знайомі або симпатичні. Цю інтерпретацію піддавали критиці, оскільки не вся дисперсія у даних експерименту пояснюється привабливістю.

## Свідчення існування
Найбільш прямим доказом існування заміни атрибутів, на думку Канемана, є експеримент 1973 року, в якому використовувався психологічний профіль Тома В., вигаданого студента-старшокурсника. Одна група учасників мала оцінити схожість Тома з типовим студентом кожного з дев'яти академічних напрямків (право, інженерні науки, бібліотечна справа тощо) університету. А інша група мала оцінити, наскільки імовірно, що Том спеціалізується за кожним напрямком. Як би ці оцінки дійсно керувались ймовірністю, вони мали б нагадувати базові відсотки, тобто пропорцію студентів за кожним з цих 9 напрямків (які окремо оцінювались третьою групою). Ймовірнісне судження було б, що Том швидше є студентом гуманітарного напрямку, ніж бібліотечної справи, оскільки гуманітарні науки вивчають значно більше студентів, а додаткова інформація у профілі є туманна та ненадійна. Натомість, рейтинги «схожості» відповідали рейтингами «імовірності» майже повністю, як в цьому дослідженні, так і в схожому дослідженні, де учасники оцінювали імовірність вибору вигаданою жінкою різних кар'єр. Це вказує на те, що замість оцінки ймовірності з використанням базового відсотка, учасники замінювали його більш доступним атрибутом схожості.

## Подальше читання
- Kahneman, Daniel; Shane Frederick (2004). Attribute Substitution in Intuitive Judgment. У Mie Augier, James G. March (ред.). Models of a man: essays in memory of Herbert A. Simon. MIT Press. с. 411–432. ISBN 978-0-262-01208-9. OCLC 52257877.
- Kahneman, Daniel; Shane Frederick (2005). A Model of Heuristic Judgment. У Keith James Holyoak, Robert G. Morrison (ред.). The Cambridge Handbook of Thinking and Reasoning (PDF). Cambridge University Press. с. 267—294. ISBN 978-0-521-82417-0. OCLC 56011371. Архів оригіналу (PDF) за 4 березня 2016. Процитовано 12 листопада 2015.
- Kahneman, Daniel (8 грудня 2002). Maps of Bounded Rationality: A Perspective on Intuitive Judgement and Choice (Nobel Prize Lecture). NobelPrize.org. The Nobel Foundation. Архів оригіналу за 30 травня 2013. Процитовано 13 червня 2009.
- Kahneman, Daniel (22 липня 2007). Short Course in Thinking about Thinking. Edge.org. Edge Foundation. Архів оригіналу за 20 квітня 2009. Процитовано 13 червня 2009.
- Sinnott-Armstrong, Walter; Liane Young; Fiery Cushman. Moral Intuitions as Heuristics. У J. Doris, G. Harman, S. Nichols, J. Prinz, W. Sinnott-Armstrong, S. Stich (ред.). The Oxford Handbook of Moral Psychology. Oxford University Press. Архів оригіналу за 3 березня 2016. Процитовано 12 листопада 2015.
- Dai, Xianchi; Wertenbroch, Klaus (2008). Advances in Judgmental and Inferential Heuristics (PDF). Advances in Consumer Research. Т. 35. с. 233—236.[недоступне посилання з квітня 2019]